# Камський Гата Рустемович
Гата Камський (тат. Ğata Kamskiy, Ğataulla Rөstəm uğlı Sabirov; Гата Камський, Гатаулла Рөстәм ули Сабіров, нар. 2 червня 1974 року, Новокузнецьк, Росія)  — американський, раніше радянський шахіст, гросмейстер (1990). За походженням татарин. 
Віце-чемпіон світу за версією ФІДЕ 1996 року, переможець кубка світу ФІДЕ 2007 року. Чемпіон США 1991, 2010, 2011, 2013, 2014 років.
Його рейтинг станом на березень 2020 року — 2674 (63-тє місце у світі, 7-ме у США).

## Біографія

### Ранні роки
Гата Камський народився в татарській сім'ї, та є онуком засновника татарського драматичного театру в Казані, який виступав на сцені під псевдонімом «Камський». В два роки Гата навчився читати, в чотири почав грати на фортепіано, шахами почав займатися в 7 років.
У 1987 році в віці 12 років став чемпіоном СРСР серед юніорів (до 20 років), в 1988 році срібним призером (чемпіонат проходив в Івано-Франківську), випередивши молодих Олексія Широва та Володимира Крамника
У 1989 році Гата Камський разом зі своїм батьком Рустамом, колишнім боксером, переїхав на постійне проживання до США.
У червні — липні 1990 року Гата взяв участь в відбірковому міжзональному турнірі за право виходу в основну сітку матчів-претендентів за шахову корону, що відбувся в Манілі, з результатом 5,5 з 13 очок (+2-5=6) посів 51 місце.
У 1991 році у віці 17 років стає чемпіоном США.

### Боротьба за звання чемпіона світу (1993–1996)
У 1993 році турніри за шахову корону проводилися під егідою двох організацій: ФІДЕ та ПША. Гата Камський грав в обох відбіркових турнірах, де виборов право участі в турнірах кандидатів ФІДЕ та ПША, зокрема:
кваліфікаційний турнір під егідою ФІДЕ відбувся в місті Біль в липні 1993 року, де Гата посів третє місце з результатом 8,5 з 13 очок (+4-0=9);
кваліфікаційний турнір під егідою ПША відбувався в місті Гронінген в грудні 1993 року, з результатом 7 з 11 очок (+3-0=8) Гата Камський також посів третє місце
У першому раунді (1/8 фіналу) кандидатських матчів під егідою ФІДЕ Камський переміг з рахунком 4½-2½ нідерландського шахіста Пауля ван дер Стеррена.
У чвертфінальному матчі, який відбувся в Індії в липні-серпні 1994 року, суперником Гати був індійський гросмейстер Вішванатан Ананд. Після п'яти з восьми зіграних партій, рахунок був на користь Ананда 1½-3½, та все ж Гата зумів довести в останній трьох партіях набрати 2½ очка та звести матч до нічиї 4-4 (+2-2=4). Доля поєдинку вирішувалася в плей-оф, в якому Камський не залишив шансів Ананду перемігши з рахунком 2-0.
У півфінальному матчі, який відбувся в лютому 1995 року, Гата Камський розгромив Валерія Салова з рахунком 5½-1½ (+4-0=3).
У фінальному матчі за звання чемпіона світу за версією ФІДЕ, який проходив в Елісті в червні-липні 1996 року, Гата Камський поступився Анатолію Карпову з рахунком 7½-10½ (+3-6=9), який і зберіг за собою чемпіонський титул.
Паралельно Гата Камський грав в кандидатських матчах під егідою ПША, в чвертьфіналі, який відбувся в Нью-Йорку в червні 1994 року, Гата переконливо переміг росіянина Володимира Крамника з рахунком 4½-1½ (+3-0=3). Ще переконливішу перемогу Камський здобув в півфінальному поєдинку, який проходив в Лінаресі в вересні 1994 року, перемігши англійського шахіста Найджела Шорта з рахунком 5½-1½ (+5-1=1).
У фінальному поєдинку проти Вішванатана Ананда, що проходив в Лас-Пальмасі в березні 1995 року та переможець якого виходив на матч за шахову корону з Гаррі Каспаровим, Гата поступився з рахунком 4½-6½ (+1-3=7).

### Бездіяльність (1996–2004)
Після поразки від Карпова Камський покинув шахи майже на 10 років. За цей час Гата Камський встиг отримати в США диплом юриста і відкрити свою юридичну фірму.
Та все ж одного разу Гата повернувся та зіграв в чемпіонаті світу 1999 року за нокаут-системою, де програв в першому ж раунді майбутньому переможцеві Олександру Халіфману, після нічийного результату 1-1 в основних партіях, в додаткових партіях з швидких шахів сильнішим виявився Халіфман.

### Повернення (2004-)

#### 2004—2009
Повернення Гати Камського відбулося в червні 2004 року на турнірі в Нью-Йорку, де він посів перше місце серед найсильніших суперників
У 2005 році на кубку світу ФІДЕ дійшов до четвертого раунду, в якому поступився росіянину Олександру Грищуку з рахунком ½-1½, але кваліфікувався в відбірковий цикл претендентів за право участі фінальному турнірі чемпіонату світу 2007 року.
У 2006 році Гата Камський з результатом 6 з 10 очок (+4-2=4), посів 2-ге місце на турнірі M-Tel Masters, що проходив в Софії, програвши ½ очка переможцеві турніру Веселину Топалову.
У тому ж році Гата Камський допомагає збірній США здобути бронзові медалі на Олімпіаді в Турині, його результат на першій дошці 5½ очок з 10 (+4-3=3).
У червні 2007 року взяв участь в відбірковому циклі претендентів, що проходив в Елісті (Калмикія), в першому раунді Камський переміг Етьєна Бакро з рахунком 3½-½ (+3-0=1), в другому (фінальному) раунді поступився Борису Гельфанду з рахунком 1½-3½. (+0-2=3) та не попав в фінальний турнір чемпіонату світу.
У листопаді-грудні 2007 року Гата Камський, будучи сіяним під 11 номером, здобув сенсаційну перемогу на кубку світу ФІДЕ, що проходив в Ханти-Мансійську. В перших трьох раундах Гата переміг слабких суперників з однаковим рахунком 1½-½, в четвертому раундів був пройдений 6 сіяний росіянин Петро Свідлер з рахунком 2½-1½, в чвертьфінальному поєдинку Камський переміг колишнього чемпіона світу Руслана Пономарьова з рахунком 1½-½, в півфіналі був переможений Магнус Карлсен з рахунком 1½-½. В фінальному матчі, який складався з чотирьох партій та відбувся 13-16 грудня 2007 року, Камський завдяки перемозі білими фігурами в другій партії здобув перемогу над Олексієм Шировим з рахунком 2½-1½ (+1-0=3).
Перемога на кубку світу дозволила Камському зіграти в матчі проти Веселина Топалова, переможець якого отримував право зіграти з чемпіоном світу Вішванатаном Анандом в матчі за шахову корону. Матч з Топаловим проходив в Софії (Болгарія) в лютому 2009 року, Гата поступився з рахунком 2½-4½ (+1-3=3).
У листопаді 2008 року Гата Камський знову стає бронзовим медалістом у складі збірної США на 38 шаховій олімпіаді, результат Гати на першій дошці 6½ очок з 10 (+4-1=5).
У 2009 році Гата Камський вилітає вже в 3 раунді програвши з рахунком ½-1½ 16-річному філіппінцю Веслі Со.

#### 2010—2012
У січні 2010 Гата Камський з результатом 6½ з 9 очок (+4-0=5) переміг на турнірі, який проходив в італійському місті Реджо-нель-Емілія.
У травні 2010 Камський ділить 1-3 місця (третій за додатковими показниками) з Володимиром Крамником та Шахріяром Мамед'яровим на турнірі «Кубок президента» (Баку). Статистика Гати на турнірі 5 з 7 очок (+4-1=2).
У травні 2010 року Гата Камський, через 19 років, знову стає чемпіоном США, вигравши на тай-брейку в Юрія Шульмана, з яким він розділив 1-2 місця на турнірі.
У серпні 2010 року Камський став чемпіоном світу з швидких шахів (рапіду) набравши 10 з 11 очок (+9-0=2), та випередивши чемпіона світу з рапіду 2009 року Левона Ароняна, а також сильних росіян Олександра Грищука та Сергія Карякіна та інших сильних гросмейстерів.Також з результатом 7½ з 9 очок (+6-0=3) став переможцем турніру «Baku Open», що проходив в Баку (Азербайджан)
У квітні 2011 року вдруге поспіль стає чемпіоном США.
Як фіналісту попереднього чемпіонського циклу, Камський отримав право участі в матчах-претендентів 2011 року за право зустрічі з чемпіоном світу з Вішванатаном Анандом в матчі за шахову корону. В чвертьфінальному матчі Гата Камський переміг Веселина Топалова в основних партіях з рахунком 2½-1½. В півфінальному матчі після нічиї 2-2 в класичних партіях, нічиї 2-2 в швидких партіях, Гата поступився Борису Гельфанду в бліц з рахунком 0-2.
У грудні 2012 року Камський з результатом 3½ з 11 очок (+1-5=5) посів останнє місце на другому етапі серії Гран-прі ФІДЕ 2012—2013 рр., що проходив в Ташкенті.

#### 2013—2014
У квітні 2013 року з результатом 5½ з 11 очок (+3-3=5) Гата розділив 5-6 місця на третьому етапі серії Гран-прі ФІДЕ 2012—2013 рр., що проходив в місті Цуг (Швейцарія).
У травні 2013 року Гата Камський вчетверте стає чемпіоном США
У травні-червні 2013 року на четвертому етапі серії Гран-прі ФІДЕ 2012—2013 рр., що проходив в місті Салоніки (Греція), Гата Камський з результатом 7½ з 11 очок (+5-1=5) розділив 2-3 місця з італійцем Фабіано Каруаною, відставши від переможця Леньєра Домінгеса на ½ очка.
У серпні 2013 року дійшов до чвертьфіналу кубка світу ФІДЕ, де поступився росіянину Євгену Томашевському з рахунком ½ на 1½ очка.
У вересні 2013 року з результатом 1½ очка з 6 можливих (+0-3=3) посів останнє 4 місце на турнірі найвищої 22 категорії Sinquefield Cup 2013, в якому також грали Магнус Карлсен, Левон Аронян, Хікару Накамура.
У травні 2014 року Гата Камський, набравши 7 очок з 11 можливих (+3-0=8) та перемігши на тай-брейку Варужана Акобяна з рахунком 1½ на ½ очка, вп'яте став переможцем чемпіонату США.
У серпні 2014 року виступаючи на 2-й дошці в Шаховій олімпіаді, що проходила в Тромсе, Камський набрав лише 3½ очок з 9 можливих (+1-3=5), а збірна США посіла 14 місце серед 177 країн.

#### 2015—2016
У квітні 2015 року, набравши 5½ очок з 11 можливих (+2-2=7), Камський посів 6 місце у 59-у чемпіонаті США.
У липні-серпні 2015 року Камський став переможцем турнірів, що проходили у Нью-Йорку (7 очок з 9 можливих) та Роквіллі (7½ з 9).
У вересні 2015 році на кубку світу ФІДЕ, що проходив у Баку, поступився у першому колі Гранту Мелкумяну з рахунком ½ на 1½ очка.
У жовтні 2015 року розділив 10-15 місця на турнірі «Millionaire Chess», що проходив у Лас-Вегасі.
У грудні 2015 року став переможцем турніру, що проходив у Нью-Йорку (7½ очок з 9 можливих).
У жовтні 2016 року посів 3-тє місце на турнірі «Меморіал Чігоріна», що проходив у Санкт-Петербурзі.

#### 2017—н.ч.
У квітні 2017 року набравши 5 з 11 можливих очок (+2-3=6), Камський розділив 7-9 місця на чемпіонаті США, що проходив у Сент-Луїсі.
У жовтні 2019 року з результатом 6 очок з 11 (+2-1=8) посів лише 58-те місце на турнірі «Grand Swiss ФІДЕ 2019», що був одним із шляхів відбору на Турнір претендентів 2020 року.